# منتخب الكونغو لكأس ديفيز
منتخب الكونغو لكأس ديفيز هو ممثل جمهورية الكونغو الرسمي في كرة المضرب في كأس ديفيز.